# Ściąga

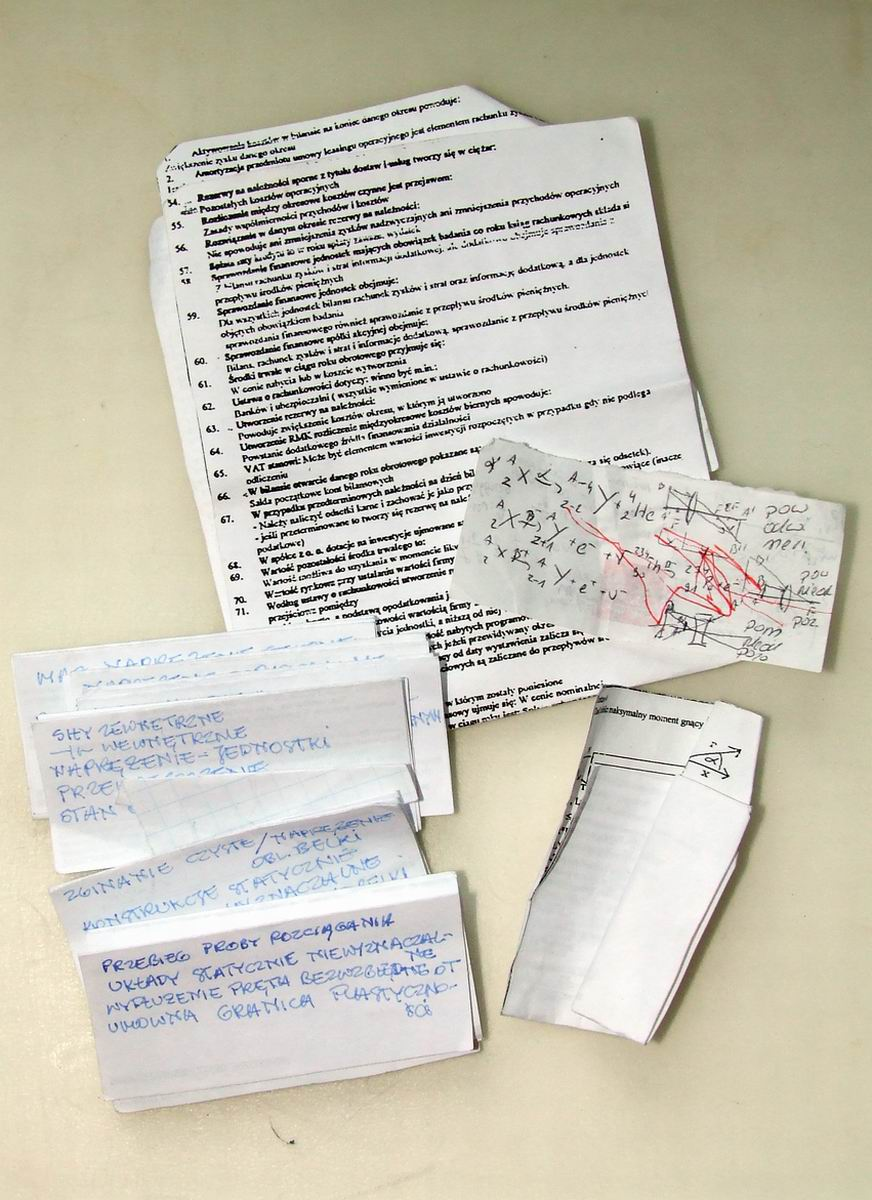
Różne rodzaje ściąg

Ściąga, ściągawka (także bryk albo zgapa) – nieformalny dokument, często podający w sposób skrócony podstawowe dane na jakiś temat, tworzony przez osobę uczącą się (uczeń, student, nowy pracownik).

## Ściągi szkolne
Ściągi stosuje się zwykle na wszelkiego rodzaju egzaminach i testach (klasówki, kolokwia) (przeważnie pisemnych, rzadziej ustnych). Ściągi są ostro potępiane przez większość nauczycieli.
Najczęściej spotykaną formą ściągi jest długa wstęga papieru o szerokości ok. 2–5 cm zapisana drobnym pismem i złożona w harmonijkę lub zwinięta w rulonik. Skrajnym przykładem ściągi mogą być tzw. gotowce („pasztety”), czyli bogate opracowania na różne, przewidywane przez zdającego tematy egzaminu, wykonane w formie zbliżonej do materiałów egzaminacyjnych i podkładane zamiast pracy egzaminacyjnej. Zdarzają się też bardziej nietypowe ściągi, na przykład napisane na ręce, na kartce (lub ławce) długopisem z tuszem widocznym tylko w świetle ultrafioletowym. Istnieją też ściągi do przewijania, których konstrukcja oparta jest na dwóch walcach.
W związku z popularnością telefonów komórkowych i montowaniu w nich dużych wyświetlaczy spotykaną metodą ściągania staje się wgrywanie do telefonów całych dokumentów w formie plików tekstowych lub PDF, które z powodzeniem zastępują ściągi papierowe.

## Inne rodzaje ściąg
Ściąga to także nieformalna nazwa skrótowej instrukcji obsługi jakiegoś skomplikowanego urządzenia, procesu lub programu (zwłaszcza programu komputerowego) pozwalająca szybko (i bez długiego studiowania „opasłej instrukcji”) zacząć z nimi pracę lub uruchomić podstawowe ich funkcje.
Ściągami bywają nazywane też krótkie spisy najczęściej używanych klawiszy tzw. skrótów, szybkiego dostępu lub komend stosowanych przy obsłudze niektórych programów i systemów komputerowych.
Wielu producentów dołącza tego typu dokumenty do pełnej instrukcji obsługi swoich produktów. Tego typu ściągawki (często dostępne w języku angielskim pod nazwą: Quick Reference, Quick Start lub Reference card, Quick reference card, Cheat sheet) są szczególnie szeroko rozpowszechnione w informatyce. Spowodowane jest to dużą liczbą poleceń, rozkazów, komend i „ścieżek postępowania”, które musi opanować programista komputerowy.
Dostęp do niektórych profesjonalnie opracowanych „bryków” może być płatny. Zwykle jednak można je pobrać bezpłatnie ze strony producenta.

### Przykład
- TeXRefCard.v1.5.pdf – ściąga (plik pdf w języku angielskim) dla systemu TeX